# 馬陵之戰

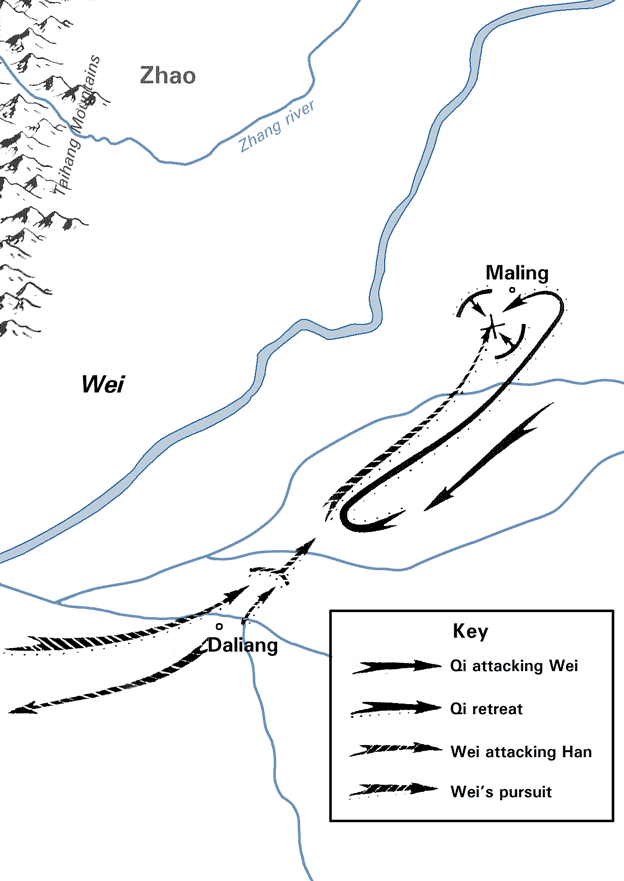
公元前342年的馬陵之戰

馬陵之戰是中國戰國時期，魏國為了補償在桂陵之戰時損失，進攻弱小韓國，使其向齊國求救。是齊軍在馬陵（今河南范縣西南）殲滅魏軍的著名伏擊戰:739。上將軍太子申被虜後被處死，次將龐涓自殺，從此魏國不再有能力與齊秦兩國爭霸，淪為二流國家。

## 齊魏交戰
公元前343年，魏國為了補償在桂陵之戰損失，發兵攻打鄰近弱小的韓國。韓國不是魏國對手，只得遣使向齊國求救。齊威王應允救援，以促韓竭力抗魏:739。但鑑於戰事初起，過早出兵對齊不利:739。在徵求孫臏意見後，決定再次坐山觀虎鬥，待魏韓火拼一番後才出兵救援，這樣則「尊名」與「重利」皆得。直到韓軍五戰俱敗，情況危急，魏軍也十分疲憊，才發兵相救:739。
公元前342年，齊威王以田忌為主將，田嬰、田朌為副將，孫臏為軍師，運用圍魏救趙戰法，率軍直趨魏國首都大梁（今河南開封），誘使魏軍回救，以解韓圍:739。齊軍拯救韓國對魏國展開馬陵戰役。

## 魏軍回擊
前342年，魏惠王派穰疵攻打韩国，在梁赫打败了韩国的孔夜，这就是“南梁之难”。韩国向齐国求救。齐威王派田盼攻打魏国。魏惠王將魏軍撤回大梁，并以太子申為上將軍，龐涓為將，率兵10萬東出外黃（今河南蘭考東南），迎擊齊軍:739。结果在马陵遭田盼軍隊攻擊，全军覆没，太子申被俘後遭處死。

## 龐涓之死
太子申本有退兵之意，龐涓不聽:739。田盼與魏軍接觸後，立即佯裝戰敗後撤。孫臏認為，魏軍悍勇，不可貿然決戰，只可利用魏軍向來輕視齊軍和龐涓求勝心切的弱點:739。乃避戰示弱，退兵減灶，引誘魏軍追擊:739。即在第一天挖10萬人煮食用的灶，第二天減少至只足5萬人用，第三天又減少至僅足3萬人用，造成齊軍士卒四散逃走，兵力不足的假象。龐涓果然中計，接連追擊齊軍3天。見齊軍逐日減灶，以為齊軍士氣低落，逃亡嚴重，即丢下步兵，以輕車精銳騎兵兼程追擊:739。
齊軍退至馬陵（今山東郯城一帶），樹木茂密，道狹地險。孫臏計算行程，判斷魏軍將於日落後追至，即引軍埋伏:739。而且，龐涓一旦中計，即無退路。孫臏以1萬名弓兵埋伏於馬陵道路兩側，約定在夜裡以火光為號，萬箭齊發，並預先把路旁其中一棵大樹的樹皮剝掉，於其上寫上「龐涓死於此樹之下」的字樣。經長途追擊而疲憊不堪的魏軍，於孫臏預計時間進入設伏地域:739。龐涓看見有一棵樹的樹皮被剝掉，上面還刻著字，因此停下來，並命人點火照明，以閱讀樹上所刻的文字。但他還未讀完，齊軍已萬弩俱發，魏軍大敗。眼見無法改變局勢，龐涓只得大嘆「遂成豎子之名」，憤愧自殺。齊軍乘勝追擊，俘太子申，全殲魏軍:739。馬陵之戰以魏軍大敗而告結束，是中國戰爭史上設伏殲敵的著名戰例。孫臏利用龐涓弱點，制造假象，誘其就範，始終居於主動地位:739。

## 影響

### 齊國
齊國接連在桂陵之戰與馬陵之戰大敗魏國，並援救了趙韓兩國，使得其威望上升，並且稱霸東方。

### 魏國
魏國在桂陵之戰與馬陵之戰遭受重創後，又被秦國乘虛而入，從此喪失了與齊秦兩國爭霸的能力。且太子申被殺，貽笑諸侯。

## 評論
南宋洪迈在《容斋随笔》對減灶誘敵一事提出質疑。首先是行軍中的軍隊正在理論上應該減少人工，爭奪有利條件，卻一人挖一口灶，而追擊的龐涓也跟著一一清查灶數，不合情理；再者，洪邁認為齊軍對魏軍的行軍速度預測的過度精準，預測到龐涓會於天黑時抵達埋伏地，甚至預測到龐涓會發現到樹幹上有字，且拿火把照明。因此認為此事純屬捏造不可盡信。

## 參看條目
- 世界戰爭列表